# 蓋茨科納 (明尼蘇達州貝爾特拉米縣)
蓋茨科納（英語：Gates Corner）是位於美國明尼蘇達州貝爾特拉米縣的一個非建制地區。

## 地理
蓋茨科納所處的海拔為高於海平面380米（即1247英呎），而該地所採用的時區為UTC-6，即北美中部時區（CST）。同時該地設有夏令時間，為UTC-6調快一小時，即UTC-5（CDT）。